# Giovanni Battista Antonelli
Giovanni Battista Antonelli (Gatteo, 1527 - Toledo, 1588) was een Italiaans militair ingenieur. Zijn belangrijkste werk was een reeks uitkijktorens langs de kust van de Middellandse Zee in Spanje. Zijn broer Battista Antonelli was ook een militair ingenieur.